# Menschenrechtsarchiv Chiles
Das Menschenrechtsarchiv Chiles (spanisch Archivo de Derechos Humanos de Chile) dokumentiert die Verletzungen der Menschenrechte in Chile während der Militärdiktatur unter Augusto Pinochet zwischen 1973 und 1989. Sein Ziel ist es, die Erinnerung an die Opfer von Verhaftungen, Hinrichtungen, Verschwindenlassen und Folter und an den Widerstand gegen die Diktatur zu bewahren. Seit 2003 gehört das Archiv zum Weltdokumentenerbe der UNESCO.
Das Archiv wurde aus den Sammlungen mehrerer Nichtregierungsorganisationen zusammengeführt: der Angehörigen-Selbstorganisation Agrupación de Familiares de Detenidos Desaparecidos (AFDD), der kirchlichen Stiftungen Fundación de Ayuda Social de las Iglesias Cristianas (FASIC) und Fundación de Documentación y Archivos de la Vicaría de la Solidaridad Teleanálisis, der Kinderrechtsorganisation Fundación de Protección a la Infancia Dañada por los Estados de Emergencia (PIDEE), der Comisión Chilena de Derechos Humanos (CCHDH), der Corporación de Promoción y Defensa de los Derechos del Pueblo (CODEPU) und der Corporación Justicia y Democracia.
Dokumente aus den Archiven dieser Organisationen dienten als entscheidende Beweismittel bei der Aufklärung der Verbrechen der Militärdiktatur in zahlreichen Gerichtsprozessen und Entschädigungsverfahren. Sie spielen so eine zentrale Rolle bei der Aufarbeitung der Zeit der Militärdiktatur, die bis heute nicht abgeschlossen ist.
Das Menschenrechtsarchiv Chiles wird im Museo de la Memoria y los Derechos Humanos (Museum der Erinnerung und Menschenrechte) in Santiago de Chile aufbewahrt. Es bildet einen erheblichen Teil der Sammlung des Museums, das dem Gedenken an die Opfer der Militärdiktatur gewidmet ist. Das Dokumentationszentrum des Museums ermöglicht einen Zugriff auf die digitalisierten Texte und Bilder sowie Ton- und Filmaufnahmen aus der Museumssammlung. Es bietet eine ergänzende Bibliothek und Arbeitsplätze für Recherchen an.

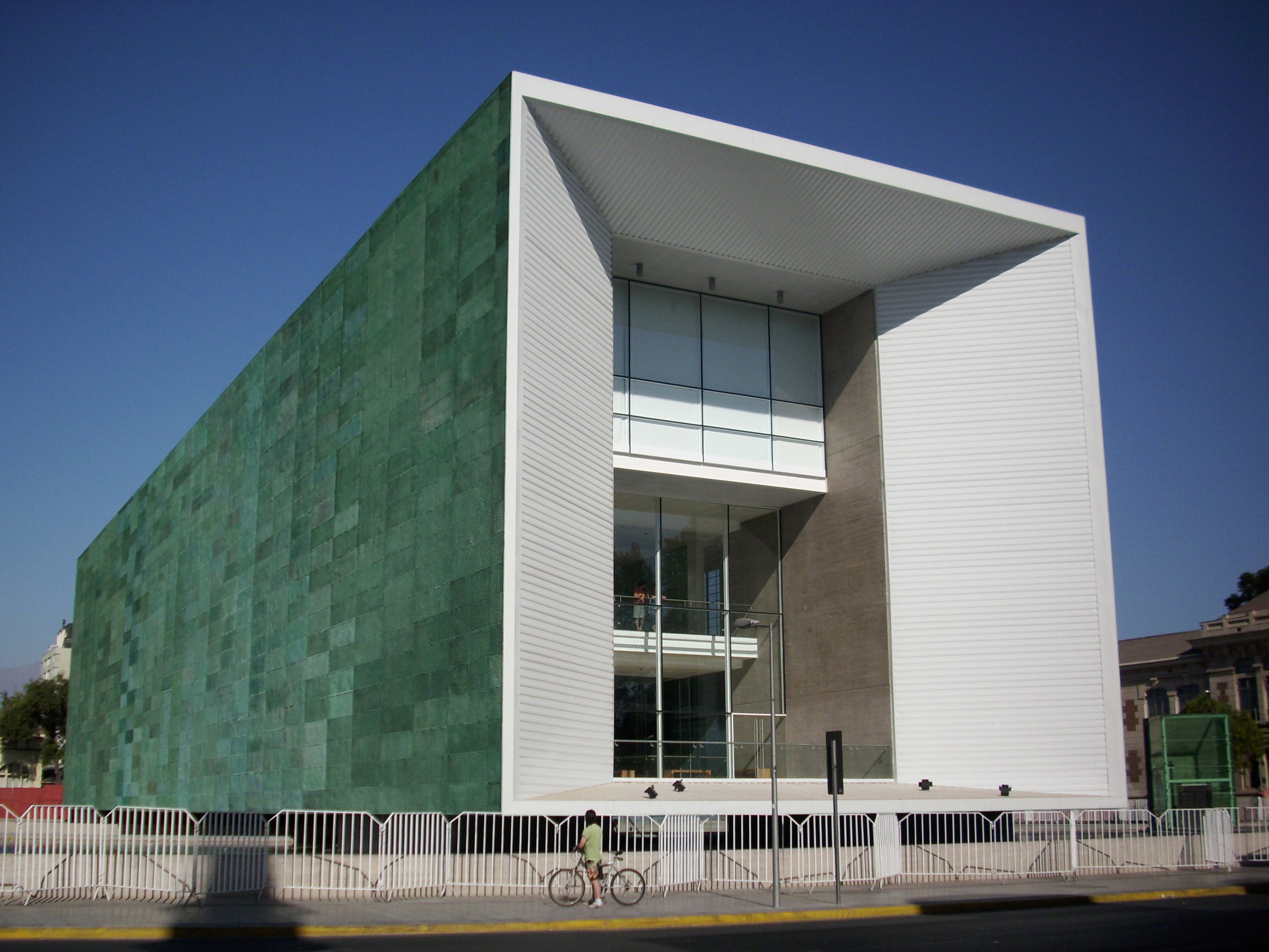
Museo de la Memoria y los Derechos Humanos, Aufbewahrungsort des Menschenrechtsarchivs
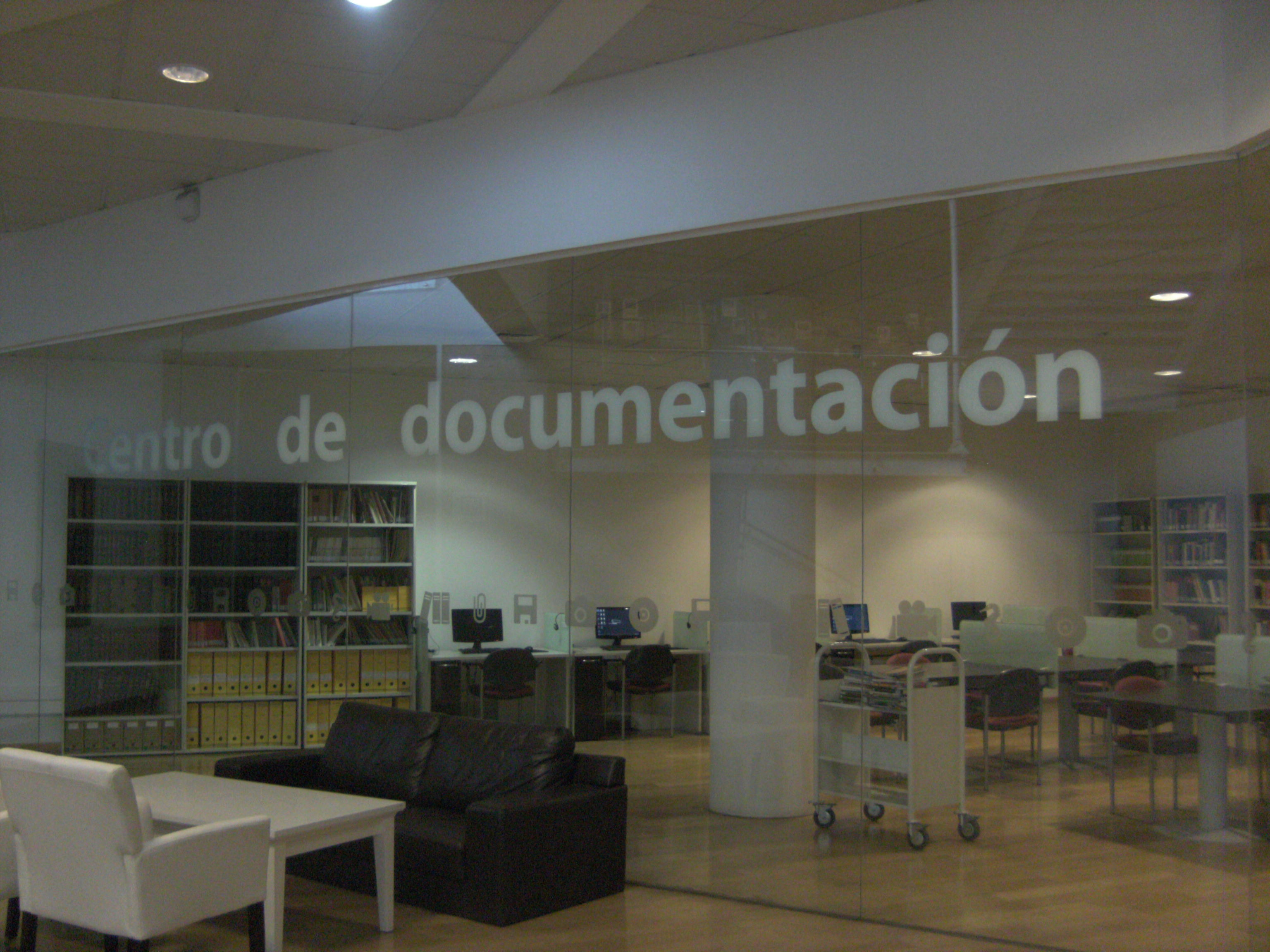
Dokumentationszentrum des Museo de la Memoria y los Derechos Humanos